# لاتويا بوند
لاتويا بوند (بالإنجليزية: LaToya Bond)‏ مواليد 13 فبراير 1984 في ديكادور، هي لاعبة كرة سلة أمريكية. تم اختيارها من قبل فريق شارلوت ستينغ خلال الدرافت. يبلغ طولها 5 قدم 9 بوصة (1.8 م). لعبت مع شارلوت ستينغ وانديانا فيفر.

## روابط خارجية
- لاتويا بوند على موقع الاتحاد الوطني لكرة السلة النسائية (الإنجليزية)
- لاتويا بوند على موقع كرة السلة الأوروبية.كوم (الإنجليزية)
- لاتويا بوند على موقع كلية كرة السلة في سبورتس رفرنس.كوم (الإنجليزية)
- لاتويا بوند على موقع بروبوليرز (الإنجليزية)
- لاتويا بوند على موقع سبورتس رفرنس (الإنجليزية)